# Třebíč
Třebíč (tjekkisk udtale: [ˈtr̝̊ɛbiːtʃ] ; tysk: Trebitsch; jiddisch: טרייביטש Treybitsh) er en by i regionen Vysočina i Tjekkiet med omkring 35.000 indbyggere.
Begyndelsen på byens historie hænger sammen med etableringen af et benediktinerkloster, der lå  hvor slottet ligger i dag. I tiden for sin ekspansion var Třebíč den tredje vigtigste by i Mæhren. Befolkningstilvæksten startede efter 2. verdenskrig.
Der er flere kendte turistattraktioner i byen. Det jødiske kvarter og St. Procopius-basilikaen blev af UNESCO opført som verdensarvssted i 2003 på grund af deres vidnesbyrd om kulturel udveksling gennem flere århundreder og den bemærkelsesværdige arkitektur på stedet. Den historiske bymidte er velbevaret og er beskyttet ved lov som en urban monumentzone.

## Inddeling
Byen består af 17 bydele og landsbyer:
- Borovina
- Budíkovice
- Horka Domky
- Jejkov
- Nové Dvory
- Nové Město
- Pocoucov
- Podklášteří
- Ptáčov
- Račerovice
- Řípov
- Slavice
- Sokolí
- Stařečka
- Týn
- Vnitřní Město
- Zámostí

## Geografi
Třebíč ligger 35 km  sydøst for Jihlava og 65 km  vest for Brno. Den ligger i Jevišovice-højlandet i det bøhmiske-mæhriske højland. Byen ligger ved floden Jihlava. Det højeste punkt i  kommunens område har en højde på 579 meter  over havets overflade.
Området er rigt på vandområder, herunder mange fiskedamme og Lubí Reservoiret. Den nordøstlige del af kommunens  område er beskyttet som Třebíčsko naturpark.

## Historie
Den første skriftlige omtale af Třebíč er fra 1101, hvor et benediktinerkloster blev etableret her. I 1277 blev Třebíč først omtalt som en by. I 1335 opnåede Třebíč byrettigheder på niveau med kongebyernes rettigheder. Třebíč havde ret til at bygge bybefæstninger og ophørte med at være ubetinget underlagt klostret. Den jødiske befolkning blev først dokumenteret i 1338.
Under hussitterkrigene blev Třebíč erobret af hussitterne og blev deres militærbase. Efter krigene kom byen tilbage under klostrets besiddelse. I 1468 blev Třebíč, inklusive klostret, erobret og ødelagt af Matthias Corvinus. Efter den bøhmisk-ungarske krig (1468-1478) blev Třebíč erhvervet af Zdeněk af Sternberg. Under Pernštejnfamiliens styre mellem 1490 og 1556 kom byen sig og stabiliserede sig økonomisk.
Třebíč var ikke særlig påvirket af Trediveårskrigen. Efter krigen blev byen gen-katoliseret. I det 17. og 18. århundrede var Třebíč for det meste ejet af Waldstein-familien. I 1786 begyndte germaniseringen. I 1821 og 1822 beskadigede store brande byen alvorligt.
I slutningen af det 19. århundrede blev Třebíč industrialiseret. Der har primært været udvikling af garveri og skomageri. Udviklingen af industrien blev fremskyndet med åbningen af jernbanen i 1886. I 1930'erne blev skofabrikken købt af Bata Corporation, og arbejderkolonier blev bygget i Borovina.
I 1970'erne og 1980'erne blev flere historiske bygninger revet ned, og der blev opført nye boligområder, hvilket resulterede i befolkningstilvækst.

## Galleri
- Portal på St. Procopius Basilica
- Interiør af  St. Procopius Basilica
- Abbacy ved St. Procopius Basilica
- Interiør i den jødiske Synagoge
- Statue af Sankt Cyril og  Methodius